# Schlupfwespen

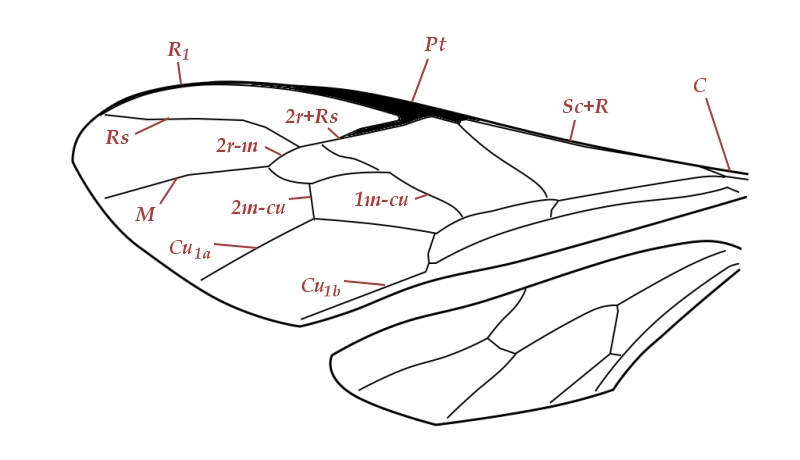
Adern in den Flügeln

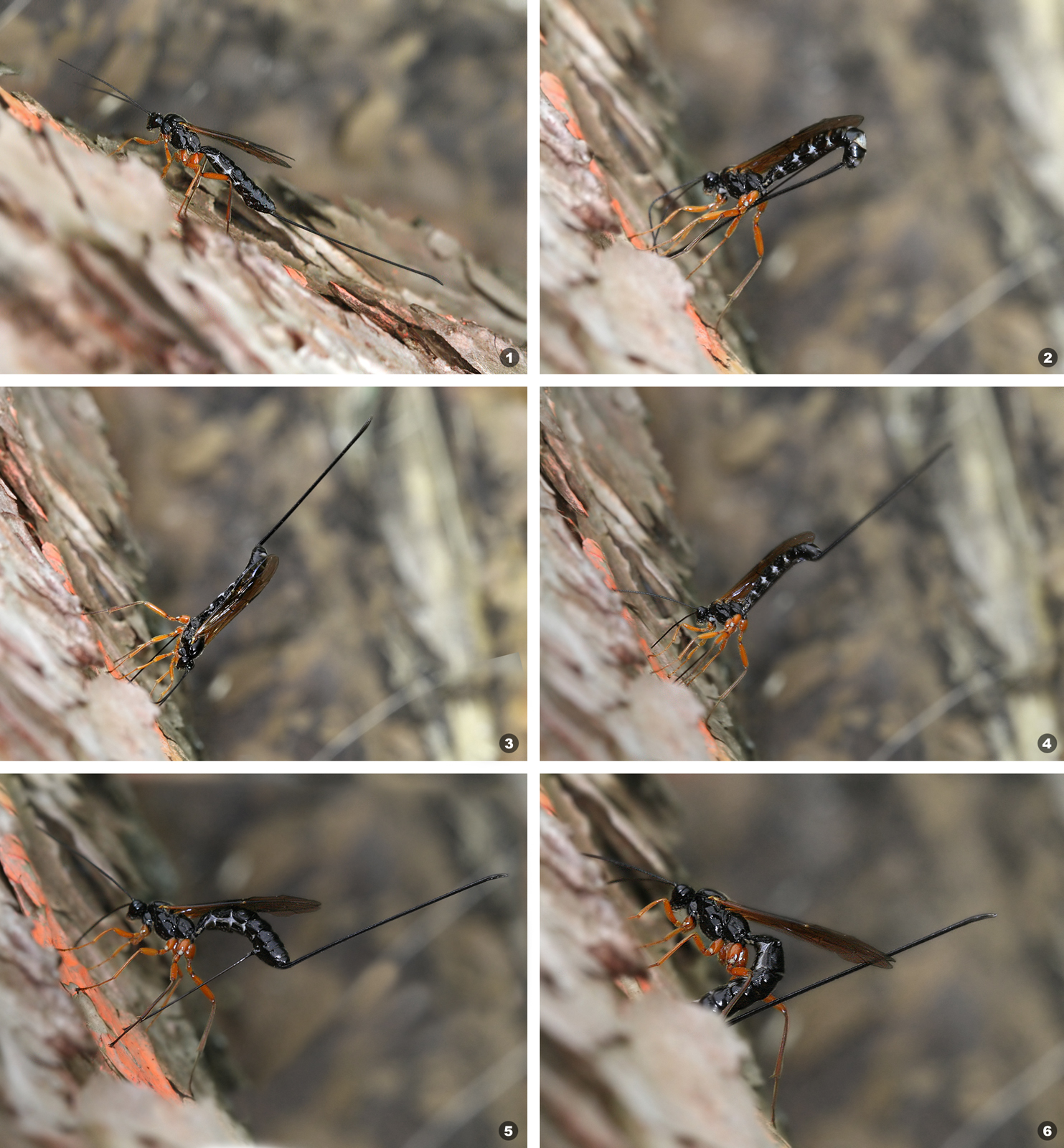
Vorgang der Eiablage bei einer Schlupfwespe (Dolichomitus sp.)

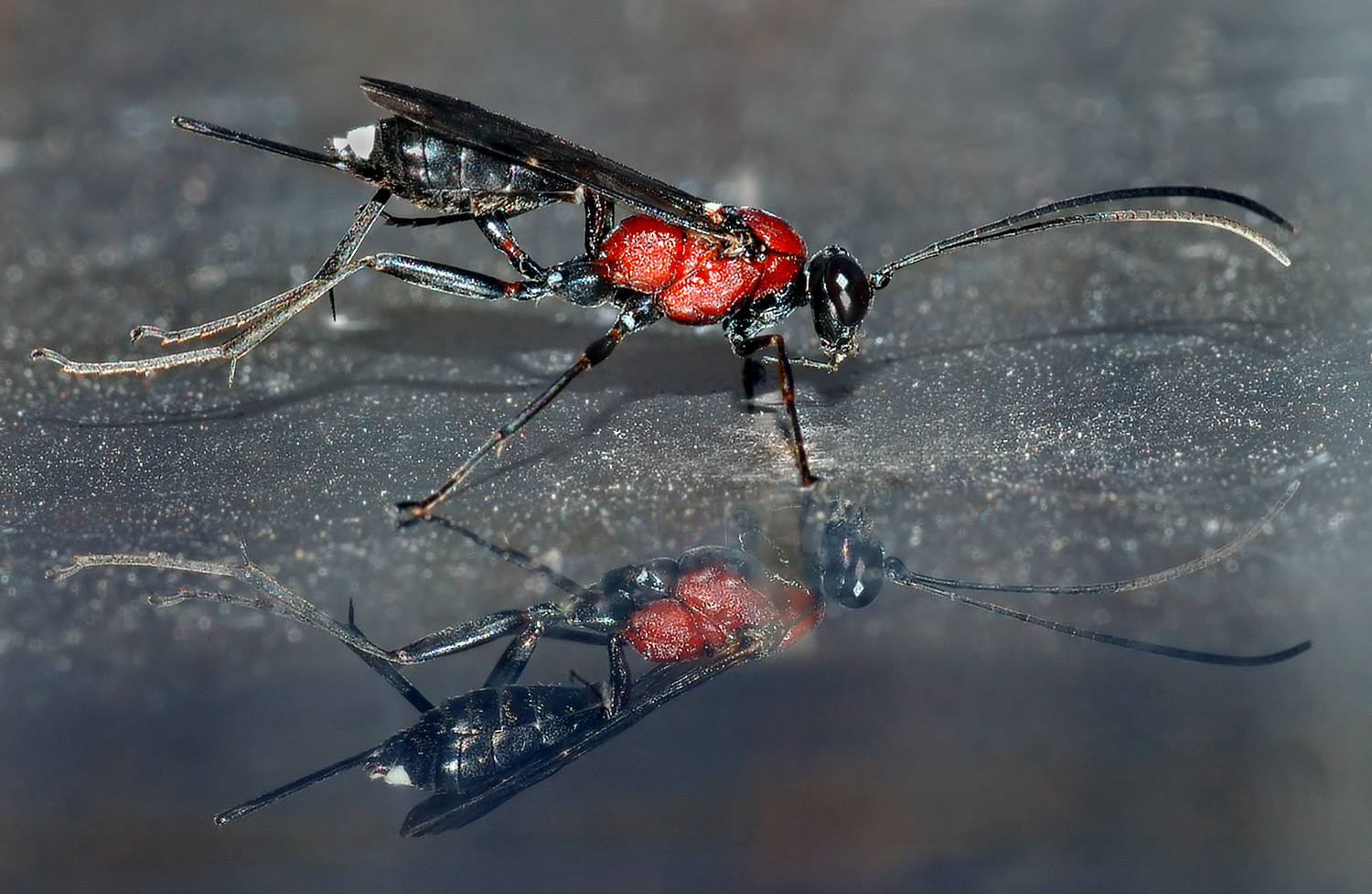
Schlupfwespe (Hoplocryptus bellosus)

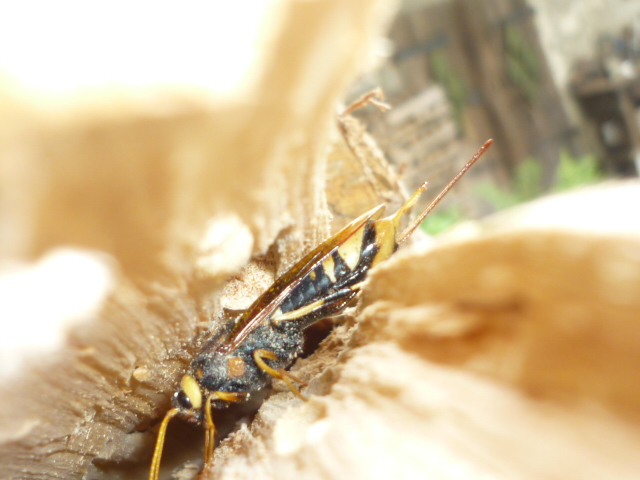
Die Riesenholzwespe ist trotz äußerlicher Ähnlichkeit nicht näher mit den Schlupfwespen verwandt. Sie gehört als Holzwespe zu den Pflanzenwespen. Ihre Larven werden z. B. von der Holzwespen-Schlupfwespe (Rhyssa persuasoria) parasitiert.

Die Schlupfwespen (Ichneumonidae) bilden vermutlich die artenreichste Familie der Hautflügler, es sind etwa 30.000 Arten beschrieben, und es werden ca. 60.000 Arten geschätzt. Sie kommen auf allen Kontinenten außer Antarktika vor. In Deutschland sind mehr als 3.600 Arten bekannt, in der Schweiz fast 1.500 Arten und in Mitteleuropa mehr als 4000 Arten.
Gelegentlich wird der Name „Schlupfwespen“ als Bezeichnung für die besondere Lebensweise verwendet, die nicht nur die Vertreter der Familie Ichneumonidae, sondern auch andere Legimmen besitzen, daher nennt man die Ichneumonidae auch „Echte Schlupfwespen“ oder „Schlupfwespen im engeren Sinn“.
Eine internationale Forschergruppe hat 2019 Darwin wasps als neuen englischen Popularnamen vorgeschlagen. Dies geschieht in Anlehnung an die Aufmerksamkeit, die ihnen Charles Darwin widmete (siehe weiter unten) und soll das öffentliche und wissenschaftliche Interesse an dieser noch wenig bearbeiteten Familie steigern.

## Morphologie
Schlupfwespen sind schlank und haben meist einen deutlichen Legebohrer, der auch sehr lang sein kann. Die Färbung ist oft dunkel, oft mit gelber Zeichnung, manchmal aber auch verschiedenfarbig. Die Antennen sind lang und dünn (geißelförmig), mit mindestens 16 Gliedern, meist halb so lang wie der Körper oder länger. Die Sternite sind weichhäutig. Die Äderung der Vorderflügel ist eine wichtige Grundlage zur Bestimmung (siehe Abb.).
Die Schlupfwespen sind meistens 6 bis 17 mm, im Mittel etwa 10 mm lang. Zu den Ichneumonidae gehören aber auch die größten Arten unter den parasitoiden Hautflüglern (Megarhyssa-Arten können bis zu 5 cm lang werden).
Auf Grund der vielen Arten und der noch ungenügenden Bearbeitung ist es meist nur für Spezialisten möglich, die Arten zu bestimmen.

## Lebensweise
Die Larven der Schlupfwespen leben durchweg als Parasitoide. Parasitiert werden holometabole Insekten, am häufigsten Schmetterlinge, Pflanzenwespen, Käfer und andere. Einige spezialisierte Formen parasitieren auch in Spinnenkokons, wo sie sich von den Spinneneiern ernähren, oder als Ektoparasiten an den Spinnen selbst. Die Wespen der Gattung Polysphincta saugen an den Hinterleiben von bestimmten Radnetzspinnen und bringen diese durch biochemische Zusätze dazu, ein anderes Webmuster zu verfolgen. Sie lassen sich Kokons als Bruthöhle bauen. Danach werden die Spinnen getötet. Hemimetabole Insekten jedoch werden nach bisherigem Kenntnisstand von dieser Familie verschont (nicht jedoch etwa von den Erzwespen, die auch zu den Legimmen zählen).
Die Parasitierungsraten durch die Ichneumonidae können im Freiland hohe Werte von über 50 Prozent bis zu 80 Prozent und sogar 90 Prozent betragen, besonders bei Massenentwicklungen der Wirtsart. Dadurch fungieren die Schlupfwespen als sehr wichtige Antagonisten vieler Schädlingsarten und halten deren Populationen auf natürliche Weise in Grenzen.
Einige Ichneumonidae-Arten der Unterfamilie Campopleginae, die Schmetterlingsraupen parasitieren, besitzen einen endogenen viralen Vektor aus der Familie der Polydnaviridae, der nur in den Calyxzellen der Ovarien der Wespen gebildet wird und nach einer Koinjektion mit den Nachkommen den Stoffwechsel, die Immunreaktion und das Verhalten des Wirts verändert.
Die Imagines der Schlupfwespen lecken oft Honigtau oder andere Pflanzensäfte. Manche Arten saugen Körpersäfte der Wirte auf, nachdem sie diese angestochen haben. Die meisten Schlupfwespen fliegen, ohne zu summen, viele zittern, wenn sie sitzen oder umherlaufen, mit den Fühlern. Es gibt auch flügellose Schlupfwespen (Gattung Gelis), die Ameisen ähnlich sehen.

## Systematik
Die Ichneumonidae bilden mit den Braconidae die Überfamilie Ichneumonoidea (Schlupfwespenartige). Die beiden Familien sind vermutlich monophyletisch.
Die derzeit etwa 600 Gattungen werden in 42 Unterfamilien eingeteilt. In den letzten Jahren wurden mehrere Arbeiten zur Phylogenie der gesamten Familie publiziert, wobei jedoch noch viele Fragen unklar sind und einige Unterfamilien eine unklare Stellung haben, zum Beispiel Eucerotinae, Microleptinae und Orthopelmatinae.
Als basale Unterfamilie, die dem Rest als Schwestergruppe gegenübersteht gelten die Xoridinae. Drei größere Gruppen sind die „Pimpliformes“, die „Ichneumoniformes“ und die „Ophioniformes“, die jeweils monophyletisch sein dürften. Außerdem gibt es noch kleinere Kladen.
Die Pimpliformes enthalten unter anderem die Pimplinae, Poemeniinae und Rhyssinae, sowie die Diplazontinae und die Orthocentrinae.
Die Ichneumoniformes enthalten die Agriotypinae, Alomyinae, Ateleutinae, Cryptinae, Ichneumoninae und Phygadeuontinae.
Die größte Klade, die Ophioniformes, kann in wiederum zwei Gruppen eingeteilt werden, die "höheren Ophioniformes" mit den Anomaloninae, Campopleginae, Cremastinae und Ophioninae. Die "niederen Ophioniformes" enthalten (unter anderem) die Ctenopelmatinae, Mesochorinae, Metopiinae, Stilbopinae, Tersilochinae und die Tryphoninae.

## Unterfamilien mit Auswahl an Arten
Die Familie wird derzeit in 42 Unterfamilien eingeteilt, deren Phylogenie noch weitgehend ungeklärt ist. Die folgende Aufstellung folgt D.S. Yu (Stand: 2012), teilweise mit Änderungen von Bennet et al. 2019 und Quicke et al.
- Acaenitinae Forster, 1869
- Adelognathinae Thomson, 1888
- Agriotypinae Haliday, 1838
- Alomyinae Forster, 1869 (bisher Teil der Ichneumoninae)
- Anomaloninae Viereck, 1918
- Ateleutinae (bisher Teil der Cryptinae)
- Banchinae Wesmael, 1845
- Brachycyrtinae Viereck, 1919
- Brachyscleromatinae Townes, 1961 (= Sisyrostolinae) (Teil der Phrudinae)
- Campopleginae Forster, 1869
- Claseinae Townes, 1969
- Collyriinae Cushman, 1924
- Cremastinae Forster, 1869
- Cryptinae Kirby, 1837
- Ctenopelmatinae
- Cylloceriinae Wahl, 1990
- Diacritinae Townes, 1965
- Diplazontinae Viereck, 1918
- Eucerotinae Viereck, 1919
- Hybrizontinae Blanchard, 1845
- Ichneumoninae Latreille, 1802
  - Amblyteles armatorius – Gelbe Schlupfwespe
  - Diphyus quadripunctorius – Vierfleck-Höhlenschlupfwespe
- Labeninae Ashmead, 1900
- Labenopimplinae Kopylov, 2010
- Lycorininae Cushman & Rohwer, 1920
- Mesochorinae Forster, 1869
- Metopiinae Forster, 1869
- Microleptinae Townes, 1958
- Neorhacodinae Hedicke, 1922
- Nesomesochorinae Ashmead, 1905
- Nonninae Townes, 1961
- Ophioninae Shuckard, 1840
- Orthocentrinae Forster, 1869
- Orthopelmatinae Schmiedeknecht, 1910
- Oxytorinae Thomson, 1883
- Palaeoichneumoninae Kopylov, 2009
- Paxylommatinae Forster, 1862
- Pedunculinae Porter, 1998
- Pherhombinae Kasparyan, 1988
- Phrudinae Townes & Townes, 1949 (eventuell Teil der Tersilochinae)
- Phygadeuontinae (bisher Teil der Cryptinae)
- Pimplinae Wesmael, 1845
  - Dolichomitus dux – Zangenbock-Schlupfwespe
  - Pimpla rufipes – Schwarze Schlupfwespe
- Poemeniinae Narayanan & Lal, 1953
- Rhyssinae Morley, 1913
  - Rhyssa persuasoria – Holzwespen-Schlupfwespe
- Stilbopinae Townes & Townes, 1949
- Tanychorinae Rasnitsyn, 1980
- Tatogastrinae Wahl, 1990
- Tersilochinae Schmiedeknecht, 1910
- Townesitinae Kasparya,n 1994
- Tryphoninae Shuckard, 1840
- Xoridinae Shuckard, 1840

## Wirtschaftliche Bedeutung
Schlupfwespen haben in der Kontrolle von für den Menschen unerwünschten Insekten wirtschaftliche Bedeutung; diese ist allerdings schwer quantifizierbar. Einige Schlupfwespenarten werden kommerziell gezüchtet und für die biologische Schädlingsbekämpfung eingesetzt, z. B. zur Minimierung der Bestände der Stallfliege und auch zur Kontrolle von Lebensmittelmotten, Lauchmotten, Kleidermotten, Maiszünslern oder Holzschädlingen.

## Literarische Bedeutung
Im alten China glaubte man, dass Schlupfwespen keine Junge haben, sondern Raupen in Schlupfwespen verwandeln. Diese vermutete Verwandlungskraft taucht immer wieder in philosophischen und literarischen Werken auf; so z. B. im Buch XIII von Zhuangzis Buch vom wahren südlichen Blütenland.
Unter dem Namen Ichneumōn („Spürer“) beschrieb Aristoteles in der Historia animalium ein Insekt: „Die Wespen aber, welche Ichneumonen genannt werden, die kleiner als die übrigen sind, töten die Spinnen, schleppen die Leichname in alte verfallene Mauern oder andere durchlöcherte Körper und überziehen das Loch mit Lehm; daraus aber entstehen die spürenden Wespen.“ Diese Stelle wurde von dem Römer Plinius dem Älteren in seine Naturalis historia übernommen. Es ist anzunehmen, dass Carl von Linné dieser Text bekannt war, als er eine Schlupfwespe mit diesem Namen versah (die Gattung Ichneumon im neuen Sinn parasitiert allerdings tatsächlich bei Schmetterlingen).
Derselbe Name bezeichnet im Altgriechischen außerdem eine ägyptische Schleichkatzenart (Herpestes ichneumon, vgl. Ichneumon), die nach der antiken Überlieferung (ebenfalls bei Aristoteles) dem schlafenden Krokodil ins Maul kriechen und ihm von hier aus das Herz zerbeißen solle.
Die scheinbare Grausamkeit der Lebensweise (einschließlich des Kannibalismus unter den Larven) der Ichneumonidae aus menschlicher Sicht beschäftigte im 19. Jahrhundert Philosophen, Naturwissenschaftler und Theologen, da diese Lebensweise mit der Existenz eines guten und eingreifenden Gottes unvereinbar sei (Theodizee). Charles Darwin fand das Beispiel der Ichneumonidae so verstörend, dass es seine Zweifel an der Existenz eines Schöpfers verstärkte, wie er 1860 in einem Brief an den amerikanischen Naturalisten Asa Gray schrieb:

“I own that I cannot see as plainly as others do, and as I should wish to do, evidence of design and beneficence on all sides of us. There seems to me too much misery in the world. I cannot persuade myself that a beneficent and omnipotent God would have designedly created the Ichneumonidae with the express intention of their feeding within the living bodies of Caterpillars, or that a cat should play with mice.”

„Ich gestehe, dass ich  nicht so einfach wie Andere Beweise für eine gütige Schöpfung  sehen kann, auch wenn ich es mir wünschen sollte. Es scheint mir zu viel Elend in der Welt zu geben. Ich kann mich nicht davon überzeugen, dass ein gütiger und allmächtiger Gott die Ichneumonidae mit der gezielten  Absicht erschaffen haben sollte, dass sie sich in den Körpern lebender Raupen ernähren, oder dass eine Katze mit Mäusen spiele.“